# Nightfall (groupe)
Pour les articles homonymes, voir Nightfall.
Nightfall est un groupe grec de death metal mélodique, originaire d'Athènes. Il est formé au début des années 1990 par le chanteur, bassiste et leader Efthimis Karadimas, unique rescapé de la formation d'origine. Celui-ci n'hésite pas à se remettre en question musicalement à chaque nouvel album Alors que le premier album, très expérimental, est à rapprocher du doom, les suivants ont tour à tour flirté avec le heavy metal, le death metal, voire l'electro ou le metal gothique.

## Histoire
Nightfall est formé en 1991 par le chanteur et bassiste Efthimis Karadimas. En quelques mois d'existence, Karadimas produit une démo de Nightfall, Vanity. La démo quatre titres est remarquée par Holy Records, à cette période un nouveau label français qui cherchait à distribuer des groupes à l'international. Le groupe signe avec le label, et publie un premier album studio intitulé Parade into Centuries, en 1992. Il s'agit de la première sortie majeure de Nightfall et Holy Records.
Nightfall reste avec Holy Records pendant la décennie qui suit avec la sortie de Macabre Sunsets en 1994, Athenian Echoes en 1995, Lesbian Show en 1997, et Diva Futura en 1999, qui seront soutenues par des tournées européennes. Des changements de formation s'effectuent à chaque album, Karadimas restant le seul membre original du groupe. Les premiers temps, c'était Chris Adamou à la guitare rythmique et Costas Savvidis à la batterie, puis plus tard Jim Agelopoulos et Phil Anton qui reprendront la guitare ; Bob Katsionis se joindra aux claviers en été 2001 pour un concert au Wacken Open Air avec Mark Cross à la batterie, et Mike Galiatsos à la guitare solo. Katsionis jouera de la guitare, puis jouera ensuite avec Cross au sein du groupe grec Firewind.
Les années qui suivent assistent à un changement de direction musicale dans le groupe, et à un accord avec le label grec Black Lotus Records avec qui Nightfall publie deux albums : I am Jesus en 2003 et Lyssa: Rural Gods and Astonishing Punishments en 2005. Giorgos Bokos participe aux morceaux de guitare sur Lyssa. En 2005, le groupe joue en concert pour de bon, et George Bokos se joint à Rotting Christ. La même année, le batteur George Kollias, qui remplacera Cross pendant quelques années et participera aux deux albums, finit au sein du groupe américain Nile.
Le groupe semble s'être séparé (bien qu'aucune annonce n'ait été faite), mais au début de 2009, Stathis Kassios (Efthimis Karadimas) annonce l'arrivée du guitariste américain. Le batteur et producteur allemand Jörg Uken et Efthimis Karadimas reformeront alors le groupe au début de 2010. La nouvelle formation attire l'intérêt du label Metal Blade Records, qui leur offre un contrat. Leur album Astron Black and the Thirty Tyrants est publié chez Metal Blade Records en août 2010. L'album est presque universellement bien accueilli, et sa couverture est réalisée par Travis Smith,. En 2011, le groupe ajoute deux nouveaux membres : le guitariste Constantine et le bassiste Stathis Ridis.

## Membres

### Membres actuels
- Efthimis Karadimas - chant (depuis 1991), basse (1991-1999, 2002-2005), claviers (1991-1992, 1999-2005)
- Evan Hensley - guitare (depuis 2009)
- Constantine - guitare (depuis 2011)
- Stathis Ridis - basse (depuis 2011)
- Stathis Kassios - claviers (depuis 2004)
- Jörg Uken - batterie (depuis 2009)

### Anciens membres
- Mike Galiatsos - guitare (1991–1999)
- Chris Adamou - guitare (1991–1995)
- Costas Savidis - batterie (1991–1995)
- George Aspiotis - claviers, piano, effets sonores (1992–1999)
- Jim Agelopoulos - guitare (1996-1997)
- Phil Anton - guitare (1998–2000)
- Bob Katsionis - guitare, claviers (1999–2005)
- Marc McKnight - basse (1999–2002)
- Mark Cross - batterie (1999-2000)
- George Kollias - batterie (2000–2005)
- Giorgos Bokos - guitare (2002–2005)
- Kostas Kyriakopoulos - basse (2004–2005)
- Fotis Anagnostou - basse (1999)
- Nikos Papadopoulos - basse (2010-2011)

## Discographie
- 1992 : Parade Into Centuries
- 1993 : Macabre Sunsets
- 1995 : Eons Aura (EP)
- 1995 : Athenian Echoes
- 1997 : Lesbian Show
- 1999 : Electronegative (EP)
- 1999 : Diva Futura
- 2003 : I am Jesus
- 2005 : Lyssa / Rural Gods and Astonishing Punishments
- 2011 : Astron Black and the Thirty Tyrants
- 2013 : Cassiopeia
- 2021 : At night we prey